# PDCD7
La proteína 7 de muerte celular programada es una proteína que en humanos está codificada por el gen PDCD7 .
Este gen codifica una proteína con una secuencia similar a una proteína de ratón identificada originalmente en células madre embrionarias. En las líneas de células T de ratón, esta proteína parece estar relacionada con las vías apoptóticas inducidas por glucocorticoides y estaurina, y estar ligada a la señalización mediada por ceramidas. Estas observaciones sugieren que este producto génico está involucrado en procesos apoptóticos específicos en las células T.